# José Soler Casabón
José Soler Casabón (Mequinenza, 31 de agosto de 1884-París, 9 de marzo de 1964) fue un destacado músico y compositor español del siglo XX.

## Biografía
Nace en Mequinenza y es hijo de Tomás Soler, comerciante de la localidad y de Inocencia Casabón, natural de Samper de Calanda. Durante su juventud reside en Barcelona donde realiza su formación como músico. Con apenas 15 años ya elabora composiciones para violín y piano sobre melodías y poemas en lengua catalana. Además del piano, dominaba la guitarra clásica y era un excelente violinista. Allí también inició una duradera e íntima amistad con otro aragonés que residía en la capital catalana, Pablo Gargallo. 
Soler Casabón abandona Barcelona cuando tenía 23 años y se instala en el número 3 de la rue Vercingétorix de Montparnasse en París. Durante aquel periodo parisino, se ocupó de estudiar y componer sonatas, motetes y fugas siguiendo la pauta de maestros como Antonio de Cabezón o Johann Sebastian Bach. En París, entra en contacto con los artistas de las vanguardias y establece relaciones amistosas -y a veces tormentosas- con diferentes artistas y escritores de su tiempo como Apollinaire, Reverdy, Picasso, Miró, Gris, Llorens Artigas o Princet. El escritor Pierre Reverdy llegó a considerar que Soler Casabón era uno de los seres más inteligentes y brillantes que había conocido.
Aunque era un excelente violinista, con sus amigos prefería el uso de la guitarra. Para poder disponer de recursos económicos colaboró en diferentes orquestas de cabaret. Tanto en París como en Barcelona, solía alojarse en el domicilio de su amigo Gargallo. El año 1914, compuso l’Hiver sur les champs en la casa de Pablo Gargallo que revisó y orquesto en el 1915. En el año 1918 también compuso, en la casa del escultor, Crépuscules y, el año 1920, Diurnes, versión para piano que, entre 1949 y 1950, adaptó para orquesta de cámara.
En el año 1917, Apollinaire decidió crear un ballet basado en su poema: Le musicien de Saint Merry, que había aparecido publicado en su obra Calligrammes. El poeta tenía previsto que intervinieran Picasso, Daghiliev y Soler Casabón en este espectáculo. El mequinenzano compuso y orquestó la parte musical. La muerte de Apollinaire, las repercusiones provocadas por tres contiendas bélicas y el cambio de funciones de varios directivos de la Opera de París, fueron obstáculos que impidieron su estreno.
En 1920, inició una convivencia con una mujer llamada Lily, pero el carácter del músico no era el más idóneo para facilitar las relaciones. Durante los pocos años de su matrimonio estuvo prácticamente desaparecido y apenas mantuvo contacto con sus amigos. A partir de 1925, reaparece en Alemania como violinista en una orquesta zíngara. Se sabe que en 1926, Soler Casabón visita a Reverdy en su residencia de Solesmes, donde acompañado de sus partituras escuchaba los cantos gregorianos de los benedictinos de la abadía de Solesmes. El músico había conseguido hacer algunos ahorros que invirtió en bolsa y perdió en el crack de 1929.
Cuando el Frente Popular triunfó en Francia el año 1936, Soler Casabón se trasladó nuevamente a Mequinenza, donde algunos vecinos recuerdan haberlo visto tocando su violín en el antiguo paseo sobre el río Ebro. Es posible que su proximidad con las ideas de los movimientos obreros de la España republicana le hiciera retornar a Francia a principios de 1939. De hecho, una pretensión suya era poner en práctica en unos terrenos de Mequinenza una reforma agraria de concepción moderna que preveía compartir cultivos, ampliar el número de cosechas anuales e instaurar crías racionales de cabras.
Al pasar la frontera francesa, fue internado en el Campo de Concentración de Argelès. Magalí, la viuda de Pablo Gargallo, escribió a su hija Pierrette que estaba en París para que realizara gestiones para liberar "al músico de Mequinenza" y le pidió que junto a Josep Llorens Artigas fueran a ver a Picasso en solicitud de ayuda. Picasso fue absolutamente reticente a prestar ninguna ayuda a Soler Casabón.
Soler Casabón pudo salir del campo de concentración gracias a las gestiones de Magalí Gargallo y de la esposa del profesor Soula. Probablemente fue trasladado al campo de Agdé y poco después liberado. Fue acogido en Ceret por el pintor Pierre Brune, partiendo posteriormente hacia Tolouse. Con la llegada de la Segunda Guerra Mundial, proyecta trasladarse a Venezuela. El día 1 de junio escribió a Picasso solicitándole 20.000 francos para poder desplazarse al país sudamericano. La carta llegó a la parisina casa del pintor cuando los alemanes procedían a requisarla. Es de suponer que la falta de medios económicos impidieron su marcha a Venezuela. Soler Casabón vivió, durante este nuevo período bélico, bajo la protección del artista y grabador judío-alemán, Albert Mentzel (conocido como Flocon). Durante esta etapa se pierden las trazas del músico. 
Sus vivencias en ambas guerras, la española y la mundial, hacen que Soler Casabón rompa con los movimientos estéticos de principios del siglo XX y que se dirija hacia un modernismo más radical. Su reorientación estilística pasa, según Damien Top, por la exploración de un sistema que denominó “comático”. De hecho se trataba de una división de la escala musical en cuartos de tono y comas en lugar de tonos y semi-tonos siguiendo un método propio de signos. El compositor se precipitó dentro de las vanguardias musicales con este sistema demostrando que el autor no ignoraba nada de Schonberg y conocía perfectamente a Debussy y Stravinski. 
Soler Casabón vivió sus últimos tiempos dentro de una extremada pobreza. Después de ser atropellado por un coche, su situación física quedó muy disminuida, apenas podía hablar y escribir. El año 1961 firmó una demanda de penuria económica. Después de un desfallecimiento, fue ingresado en l’Hospice de Villejuif. Fallecía el 9 de marzo de 1964. Sus vecinos de la rue Arsonval, desconociendo el valor de algunas de sus pertenencias, comenzaron a destruirlas. Gracias a la oportuna intervención del pintor Joly y de su esposa, la compositora Suzanne Joly, se pudieron salvar algunos documentos y partituras, tres discos Pyral –único testimonio existente de la voz de Soler Casabón– y la partitura de la orquesta y los manuscritos de Le Musicien de Saint-Merry que, con una admirable caligrafía, había escrito el compositor mequinenzano.

## Música Cinematográfica[3]
Soler Casabón compuso también para el séptimo arte. En la película Le Picador aparecen dos composiciones suyas, La zambomba y Le vitoz con letra de H. de Astier e interpretadas por Jean Mauran, barítono de la Opera de París. De estas canciones, así como de otras suyas dedicadas a acompañar películas como Le chant du Picador, En Andalousie o Viva Vicente, no se ha conservado ningún registro. 
Después del año 1939, Soler Casabón entró en contacto con Gilbert Cohen-Seat, presidente de la Maitrise artisanale de l’Industrie Cinématographique y, más tarde, director del Institute de Filmographie de l’Université de Paris. El año 1945, Jean Castagnier –en realidad se trataba del catalán Joan Castanyer– dirigió en París el film Gitanes d’Espagne, de Melchior Front, producido por Pierre Braunberger, en el que colaboró el propio José Soler Casabón junto a Francisco Gil y José Santos.

## Poemas[3]
Soler Casabón publicó, con el título de Fonds perdu, 43 poemas en francés relativos a dos diferentes etapas: 1912- 1920 y 1932-1939. Esta obra, dedicada al profesor Camille Soula y a Qui m’aviez accordé quelque crédit…, fue estampada, a partir de un manuscrito del músico, el 23 de diciembre de 1939. Se trata de una edición numerada, limitada a 34 ejemplares, 30 en papel de paja y 4 H.C. (Hors commerce), en papel de tela. El mes de mayo de 1940, envió varios ejemplares a sus amigos; el n.º 2 lo dedicó "à mon grand ami Pierre Reverdy".

## Homenaje en Mequinenza
Mequinenza, su población natal, redescubrió en 2009 la figura de José Soler Casabón con motivo del 125 aniversario de su nacimiento. Para ello se ofreció un concierto con parte de sus partituras recuperadas que se vivió con gran entusiasmo entre los vecinos de la localidad. Una de las piezas interpretadas fue Le musicien de Saint Merry en la versión de 1917 a dos pianos, que por primera vez se interpretaba así en España. Cabe recordar que éste había sido uno de los grandes proyectos de Soler Casabón que estuvo a punto de realizarse durante sus estancias en la capital parisina. Acompañaron el concierto L'hiver sur les champs, estreno absoluto de una pieza compuesta durante la I Guerra Mundial en Barcelona, así como Nocturne y Crépuscles compuestas también cuando convivía con la familia Gargallo.